# Sternohammus sericeus
Sternohammus sericeus là một loài bọ cánh cứng trong họ Cerambycidae.